# Ricardo Visus
Ricardo Visus Contreras (Madrid, 24 aprile 2001) è un calciatore spagnolo, difensore del Widzew Łódź.

## Carriera
Visus è cresciuto nel settore giovanile del Betis ed ha debuttato con la squadra riserve il 31 ottobre 2019 nell'incontro di Tercera División perso 1-0 contro il Ciudad de Lucena. Il 5 ottobre 2020 è stato ceduto in prestito al Córdoba che lo ha inizialmente assegnato alla squadra B. Il 9 agosto dell'anno successivo ha prolungato il contratto con i biancoverdi ed è stato prestato nuovamente al Córdoba, nel frattempo retrocesso in Segunda División RFEF.
Rientrato al Betis è stato nuovamente assegnato alla squadra B riuscendo comunque ad ottenere alcune convocazioni in prima squadra, con cui ha debuttato il 21 ottobre 2023 nell'incontro di Primera División pareggiato 1-1 contro il Getafe; nel corso della stagione 2023-2024 gioca in totale 4 partite in prima squadra (3 in campionato ed una nella coppa nazionale spagnola).
Il 3 luglio 2024 ha prolungato il contratto di altri tre anni e la settimana successiva è passato in prestito all'Almere City, club della prima divisione olandese.

## Statistiche

### Presenze e reti nei club
Statistiche aggiornate al 14 ottobre 2024
| Stagione        | Squadra         | Campionato      | Campionato | Campionato | Coppe nazionali | Coppe nazionali | Coppe nazionali | Coppe continentali | Coppe continentali | Coppe continentali | Altre coppe | Altre coppe | Altre coppe | Totale | Totale | Totale |
| Stagione        | Squadra         | Comp            | Pres       | Reti       | Comp            | Pres            | Reti            | Comp               | Pres               | Reti               | Comp        | Pres        | Reti        | Pres   | Reti   |        |
| --------------- | --------------- | --------------- | ---------- | ---------- | --------------- | --------------- | --------------- | ------------------ | ------------------ | ------------------ | ----------- | ----------- | ----------- | ------ | ------ | ------ |
| 2019-2020       | Betis B         | TD              | 8          | 0          | -               | -               | -               | -                  | -                  | -                  | -           | -           | -           | 8      | 0      |        |
| 2020-2021       | Córdoba B       | TD              | 22         | 1          | -               | -               | -               | -                  | -                  | -                  | -           | -           | -           | 22     | 1      |        |
| 2020-2021       | Córdoba         | SDB             | 2          | 0          | CR              | 0               | 0               | -                  | -                  | -                  | -           | -           | -           | 2      | 0      |        |
| 2021-2022       | Córdoba         | SDR             | 11         | 0          | CR+CF           | 0+3             | 0               | -                  | -                  | -                  | -           | -           | -           | 14     | 0      |        |
| 2022-2023       | Betis B         | SF              | 27         | 1          | -               | -               | -               | -                  | -                  | -                  | -           | -           | -           | 27     | 1      |        |
| 2023-2024       | Betis B         | SF              | 23         | 2          | -               | -               | -               | -                  | -                  | -                  | -           | -           | -           | 23     | 2      |        |
| 2023-2024       | Betis           | PD              | 3          | 0          | CR              | 1               | 0               | -                  | -                  | -                  | -           | -           | -           | 4      | 0      |        |
| 2024-2025       | Almere City     | ED              | 6          | 0          | CO              | 0               | 0               | -                  | -                  | -                  | -           | -           | -           | 6      | 0      |        |
| Totale carriera | Totale carriera | Totale carriera | 102        | 4          |                 | 4               | 0               |                    | -                  | -                  |             | -           | -           | 106    | 4      |        |

## Palmarès

### Club

#### Competizioni nazionali
- Copa Federación de España: 1

Córdoba: 2021-2022